# 平民法
平民法（Plain Folks 或 Common Man）是一種常被用在政治或廣告的宣傳手法，企圖使閱聽人相信，宣傳者本身及他們的想法都來自人民，與人民無異。
宣傳者利用平民法來說服廣大群眾，他們的想法與作為都是從人民而來，所以會為人民服務，而且對人民有好處。為了贏得人民的信賴，宣傳者會利用與人民相同的行為及風格來溝通，例如人民的語言、服飾、語調、詞彙等等，顯示宣傳者只是普通的老百姓。
當平民法及光輝普照同時使用時會得到更好的效果，可以讓人民相信宣傳者如此正面的想法都跟他們一樣，擁有更高的正當性。
美國歷任總統都是億萬富翁，但他們也都會試圖展現自己平民的那一面：柯林頓會在麥當勞用餐、老布希說自己討厭吃花椰菜但喜歡釣魚、雷根常讓攝影拍攝他伐木的畫面、卡特則將自己呈現為一個來自喬治亞州的窮花生農。
在台灣，陳水扁會一再強調自己身為佃農之子、在台北市長任內也經常參加各種扮裝活動；馬英九則努力學習台語及客家話；蔣經國喜歡去吃小吃，也都是試圖讓民眾認為自己與平民無異。

## 平民法的技巧
為了展現自己平民的一面，宣傳者還會改說特殊族群或地區的方言或腔調，甚至使用特殊的俚語或笑話。在演講的時候，宣傳者也可能故意發音錯誤、節巴、並且使用比較通俗的語彙，而寫作時則可能使用目標族群常用的文法及錯字。這樣故意犯的錯誤能讓宣傳者看起來更誠懇、沒有心機。此外，軍事宣傳時也會常使用充滿生活美德的詞彙，例如「家庭」、「孩子」、「田園」、「鄰居」、「故鄉」等等，讓目標群眾產生同理心，情緒上會開始偏向宣傳者。

## 在廣告上的運用
許多家用品、食品或電器廣告也會善用平民法，邀請並不知名的人物來擔任廣告中的演員，並且使用生活化的語言，讓他們來訴說產品的優點，加上家用攝影機或較不專業的拍攝手法，讓消費者相信廣告中人物就像自己的朋友或鄰居一樣，增加產品的親和力。 （页面存档备份，存于）

## 軍事上的使用
根據美國陸軍的心理作戰手冊（Psychological Operations Field Manual）的定義，平民法在軍事行動上，尤其是心理戰時，也有一定的效用，例如：
- 使軍人呈現為平民：宣傳者企圖讓敵人覺得正在與跟自己十分類似的普通平民在作戰，從而讓敵人士兵產生自己是血腥殺手的感覺。
- 使人民呈現為平民：利用這種平民法也可讓敵人相信，敵國的人民並非驕傲、不道德、狡詐、喜好侵略或甚至好戰，而是與他們一樣希望在和平中生活的平民。
- 將領導人人性化：平民法也試圖將美國或其友邦的軍事、政治領袖裝扮成一個比較與閱聽人相似的人物，甚至是一個親切、友善及充滿父愛的角色。

## 外部連結
- Propaganda Critic: Plain folks
- 美國陸軍心理作戰手冊 （页面存档备份，存于）